# Teuillac
Teuillac – miejscowość i gmina we Francji, w regionie Nowa Akwitania, w departamencie Żyronda.
Według danych na rok 1990 gminę zamieszkiwało 689 osób, a gęstość zaludnienia wynosiła 96 osób/km² (wśród 2290 gmin Akwitanii Teuillac plasuje się na 585. miejscu pod względem liczby ludności, natomiast pod względem powierzchni na miejscu 1269.).